# Qeqertarsuaq
Qeqertarsuaq (duń. Godhavn, Godthavn) – miasto w południowej części wyspy Qeqertarsuaq (Disko Ø), położonej u zachodnich wybrzeży Grenlandii, w gminie Qaasuitsup. Rok założenia: 1773, wcześniej istniała osada wielorybnicza. W przeszłości ważny ośrodek handlowy północnej części Grenlandii, później utrata znaczenia na rzecz Nuuk.
W Qeqertarsuaq znajduje się heliport a także port rybacki, przemysł spożywczy (fabryka konserw); stacje naukowe: badań arktycznych Uniwersytetu w Kopenhadze oraz badań jonosfery.
Obecna liczba mieszkańców: 760 (2012).